# Torre de radio y televisión de Oulu
El mástil de Kiiminki es una torre de radiodifusión ubicada en el barrio de Kiiminki, ciudad de Oulu, en Finlandia.
Se empezó a construir en 1993, para sustituir el antiguo mástil emisor de 323 metros que fue desmantelado en 1994. Debido a su altura de 326 metros y al encontrarse en las cercanías del aeropuerto de Oulu, el mástil tiene cuatro luces estroboscópicas.

## Transmisiones en frecuencia modulada
A fecha de 18.08.2011, se emiten desde el mástil de Kiiminki los siguientes programas.
| Frecuencia | Programa        |
| ---------- | --------------- |
| 88.00 MHz  | Radio Pooki     |
| 90.40 MHz  | YLE Radio 1     |
| 93.20 MHz  | YLEX            |
| 95.80 MHz  | Radio Rock      |
| 97.30 MHz  | YLE Radio Suomi |
| 100.30 MHz | YLE Radio Vega  |
| 104.80 MHz | Radio Nova      |
| 106.20 MHz | Radio Aalto     |
| 106.90 MHz | Radio Dei       |
| 107.70 MHz | YLE Puhe        |

Frecuencias de emisión empleadas a fecha 01.06.1974, programas y potencias.
| Programa           | Frecuencia | Potencia  |
| ------------------ | ---------- | --------- |
| Yleisradio Oulu I  | 90.40 MHz  | 50 000 W. |
| Yleisradio Oulu II | 97.30 MHz  | 50 000 W. |